# Louis Durey
Louis Durey (27. května 1888 – 3. července 1979) byl francouzský hudební skladatel.

## Biografie
Narodil se v Paříži do rodiny místního obchodníka. Pro hudební kariéru se rozhodl až v devatenácti letech, když poznal hudbu Clauda Debussyho a jako skladatel byl převážně samouk. Již zpočátku zaujímala důležité postavení v jeho tvorbě sborová hudba, prvním kontaktem s hudební veřejností ale byla klavírní skladba pro čtyři ruce Carillons. Zazněla na koncertě v roce 1918 a Maurici Ravelovi se zalíbila natolik, že ji doporučil svému vydavateli.
Durey se znal s Dariem Milhaudem a podílel se na klavírním albu šesti skladatelů , kteří byli v roce 1920 nazváni Pařížská šestka. Durey byl jejím nejstarším členem a zprvu také vůdčím duchem. V roce 1921 se však neúčastnil týmové spolupráce skupiny na Les Mariés de la Tour Eiffel, což u Jeana Cocteaua vyvolalo pobouření.
Po éře slavné Pařížské šestky, které se dostávalo mnoho pochval a uznání, pokračoval Durey ve své vlastní činnosti. Nikdy neměl potřebu vázat se k nějaké hudební „instituci“ a začal vyhlašovat své levicové ideály, kvůli kterým strávil zbytek života v umělecké izolaci.
Následkem rozepře s Cocteauem se Durey odebral do jižní Francie a pracoval v domku v Saint-Tropez. Kromě komorní hudby zde napsal i svou jedinou operu L’Occasion. V roce 1929 se oženil s Annou Grangeonovou a následující rok se přestěhoval zpět do Paříže. V polovině třicátých let se stal členem Komunistické strany a byl aktivní také v právě vytvořené Féderation Musicale Populaire. Během nacistické okupace spolupracoval s hnutím Francouzský odpor a psal anti-fašistické písně. Po válce se hlásil k tvrdému komunismu a jeho nekompromisní politické postoje mu překážely v hudební kariéře. Aby si vydělal na živobytí, přijal v roce 1950 místo hudebního kritika v pařížském komunistickém deníku.
Na konci padesátých a začátku šedesátých let pokračoval v komponování, ale nevytvořil nic většího významu. Jeho skladba na vietnamská témata, vzešlá z odporu ke zmatku, který Francie ve Vietnamu zanechala, a k následné americkovietnamské válce, se tehdy jevila jako zoufalý hlas člověka zbaveného politické moci.
Louis Durey - pravděpodobně „nejzapomenutější“ člen Pařížské šestky zemřel v Saint-Tropez.